# Tabacal (Azurduy)
Tabacal ist eine Streusiedlung im Departamento Chuquisaca im südamerikanischen Andenstaat Bolivien.

## Lage im Nahraum
Tabacal liegt in der Provinz Azurduy und ist der sechstgrößte Ort im Cantón Azurduy im Municipio Azurduy. Die Ortschaft liegt auf einer Höhe von 2203 m am Río Chakha Mayu, der zwei Kilometer westlich der Ortschaft in den Río Pilcomayo mündet.

## Geographie
Tabacal liegt zwischen dem Altiplano im Westen und dem Tiefland im Osten in einem der nord-südlich verlaufenden Seitentäler der bolivianischen Cordillera Central. Das Klima der Region ist ein ausgesprochenes Tageszeitenklima, bei dem die Temperaturunterschiede zwischen Tag und Nacht deutlicher schwanken als die Durchschnittswerte zwischen Sommer und Winter.
Die jährliche Durchschnittstemperatur liegt bei 14 °C (siehe Klimadiagramm Azurduy), die Monatswerte schwanken zwischen 10 °C im Juni/Juli und 16 °C im Dezember/Januar. Der Jahresniederschlag hat einen Wert von knapp 550 mm, mit einer Trockenzeit und monatlichen Werten unter 10 mm von Mai bis August und Höchstwerten von 100 bis 110 mm von Dezember bis Februar.

## Verkehrsnetz
Tabacal liegt in einer Entfernung von 370 Straßenkilometern südöstlich von Sucre, der Hauptstadt des Departamentos.
Durch Sucre führt die 976 Kilometer lange Nationalstraße Ruta 6, welche die Hauptstadt mit dem bolivianischen Tiefland und der dortigen Millionenstadt Santa Cruz verbindet. Die Straße von Sucre nach Osten ist nur auf den ersten 67 Kilometern bis Tarabuco asphaltiert, die folgenden 120 Kilometer bis Padilla tragen eine unbefestigte Schotterdecke. Fünfzehn Kilometer vor Padilla zweigt eine unbefestigte Landstraße nach Süden ab und führt nach 128 Kilometern über Alcalá und Tarvita nach Cimientos.
Zwei Kilometer nördlich von Cimientos zweigt eine Nebenstrecke in westlicher Richtung ab. Man folgt diesem Weg neun Kilometer lang bis auf 2935 m Höhe, wo sich die unbefestigte Straße teilt, geradeaus weiter nach Pampas Sepulturas, und in südlicher Richtung über San Gerónimo flussabwärts im Tal des Río San Gerónimo und über eine Strecke von 34 Kilometern nach Tabacal im westlich parallel verlaufenden Tal des Río Chakha Mayu.

## Bevölkerung
Die Einwohnerzahl der Ortschaft ist in dem Jahrzehnt zwischen den beiden letzten Volkszählungen um mehr als zwei Drittel angestiegen:
| Jahr | Einwohner         | Quelle       |
| ---- | ----------------- | ------------ |
| 1992 | keine Detaildaten | Volkszählung |
| 2001 | 214               | Volkszählung |
| 2012 | 372               | Volkszählung |
| 2024 |                   | Volkszählung |